# Draken (biograf)
Draken er en biograf beliggende i Folkets Hus ved Järntorget i det centrale Göteborg. Biografen har 713 pladser og et lærred på 102 m². Biografen blev reddet fra lukning i 1995 ved kommunale tilskud, og ved at Göteborgs borgere købte sæder for 1000 kr. Det sæde man "ejer" har en plaket med ens navn på. I dag er Draken centrum for Göteborgs filmfestival. Biografen viser kun sjældent kommercielle film.